# Toaru Hikuushi e no Koiuta
Toaru Hikuushi e no Koiuta (яп. とある飛空士への恋歌 Тоару Хику:си э но Коиута, букв.«Песнь любви одному пилоту») — серия японских ранобэ, автором которых является Короку Инимура. Действие происходит в той же вселенной, что и раннее произведение Инимуры — The Princess and the Pilot. Пять томов ранобэ публиковались издательством Shogakukan с 2009 по 2011 год в журнале Gagaga Bunko. В свою очередь студией TMS Entertainment была выпущена аниме-адаптация, созданная по мотивам ранобэ, которая транслировалась с января по март 2014 года. Также свой выпуск начала одноимённая манга 25 февраля 2014 года и выпускается в журнале Shōnen Sunday Super.

## Сюжет
Действие происходит в Балстеросской империи, в которой незадолго до основных событий произошёл дворцовый переворот, в результате которого соседнее государство захватывает власть. Королевскую семью убили, но восьмилетнего принца Карла Ла Гира один из тюремщиков тайно берёт в свою семью и даёт имя - Калель Альбус. Хотя по мере взросления мальчик принимает свою новую жизнь и семью, он жаждет расправится с волшебницей по имени Нина Виенто, зачинщицей революции, за смерть кровных родителей. В 15 лет Калель поступает в академию Кадокес, где намеревается стать лучшим пилотом. Так мальчик попадает на летающий остров, где знакомится с новой курсанткой благородного происхождения — Клэр Круз, по мере развития Калель и Клэр лучше узнают друг друга, их ждут новые опасные приключения, однако главный герой не подозревает, что Клэр на деле является той самой Ниной Виенто...

## Список персонажей
Калель Альбус (яп. カルエル・アルバス Каруэру Арубасу) / Карл Ла Хир (яп. カール・ラ・イール Ка:ру Ра И:ру)
Сэйю: Нацуки Ханаэ
Главный герой истории, бывший наследный принц Карл Ла Гир империи Балстерос, которая была разрушена во время Ветряной революции. В детстве жил в роскоши, хотя он мало общался с родителями, был очень близок к своей матери. Калель был ещё совсем молодым, когда началась Ветряная революция, вся империя пала за день после нападения корабля Эль Аквилы, посланного князем соседнего царства Америано и сопровождающей его жрицы Святой Альдисты — Нины Виенто. Императорскую семью заставили склониться на коленях перед Ниной. Отец Карла был казнен на гильотине, после чего эпоха династии Ла Гирив была окончена. Мать попала в тюрьму и позже была вывезена в неизвестном направлении. Калель, сидя в тюрьме увидел самолёт, летящий по нему и тогда решил стать лётчиком и поклялся отомстить Нине Виенто. В 15 лет попал в воздушный дивизион Кадокес вместе с Ариэль. Влюбился в Клэр Круз с первого взгляда. После того, как узнаёт её настоящее имя, замыкается в себе, испытывая противоречивые чувства. Однако позже отпускает свою ненависть и осознает, что их чувства сильнее  прошлого и возглавляет экспедицию по освобождению Клэр Круз.
Клэр Круз (яп. クレア・クルス Курэа Курусу) / Нина Виенто (яп. ニナ・ヴィエント Нина Виэнто)
Сэйю: Аои Юки
Главная героиня истории, аристократка, дальняя родственница Луизы де Аларкон. Её настоящее имя — Нина Виенто. На самом деле она родилась в бедной семье, девять лет росла, как обычная девочка в небольшом селе, однако и неё стали проявляться необычные способности к магии ветра, за что в родном селе её стали бояться и прозвали еретиком. Однажды сила девочки вышла из под контроля и она убила всех своих односельчан. Девочка стала изгоем и поэтому решает помочь в покорении враждебного государства Балстерос, и присоединилась к Ветряной революции в роли Нины Виенто. После этого девочка потеряла свои способности к магии и попросила скрыть свою личность. Формально является губернатором Ислы, на деле островом управляют четыре человека, для которых Нина — лишь марионетка. Позже она под именем Клэр Круз присоединилась к воздушному дивизиону Кадокус, где стала новым партнером Калеля. Влюбилась в него с первого взгляда, но параллельно испытывала противоречивые чувства и угрызение совести, понимая, что Калель является принцем Карлом ла Гиром. Во время финальной битвы с кланом неба снов пробудила свою магию.
Ариель Альбус (яп. アリエル・アルバス Ариэру Арубасу)
Сэйю: Аяна Такэтацу
Одна из главных женских персонажей. Сводная сестра Калеля из его приемной семьи. Она моложе Калеля на один день, поэтому они часто спорят, кто из них старший, часто называет его своим младшим братом. После травм, полученных во время столкновения с кланом неба, выходит из состава летной школы и решает стать механиком. Питает романтические чувства к Калелю, одна из немногих, кто знает его настоящую личность.
Игнасио Аксис (яп. イグナシオ・アクシス Игунасио Акусису)
Сэйю: Кайто Исикава
Один из главных героев, является сыном наложницы и бывшего короля Грегорио ла Гира. Таким образом является сводным братом для Калеля по отцовской линии. Перед Ветряной революцией диссиденты выгнали его мать из дворца, которая умерла через месяц после изгнания. В связи с этим Игнасио поклялся отомстить королевской семьи. Он становится партнером Ариэль. Всегда ходит холодным и равнодушным, Ариэль называет его цундере. Один из членов королевской гвардии Нины Виенто.
Нориаки Касивабара (яп. ノリアキ・カシワバラ)
Сэйю: Хиро Симоно
Известен также, как Норипи. Очень весёлый и энергичный человек. Партнёр Нанако, родом из того же города, что и она. Питает романтические чувства к ней.
Бенжамен Шериф (яп. ベンジャミン・シェリフ Бэндзямин Сэрифу)
Сэйю: Синносукэ Татибана
Известен также под прозвищем Бенджи. Спокойный и уравновешенный человек. Его партнёр — Шарон, также друг детства, к которой он питает романтические чувства. В 11 серии теряет правую руку.
Мицуо Фукухара (яп. ミツオ・フクハラ)
Сэйю: Синья Хамадзоэ
Умный пилот, страдает ожирением. Влюблён в Тихару. Погибает в седьмой серии.
Тихару де Лючия (яп. チハル・デ・ルシア Тихару дэ Русиа)
Сэйю: Асами Тано
Партнер Мицуо, часто зовет его Митя. После смерти Мицуо впала в уныние, обвиняя себя в том, что произошло. Лично доставила медаль Мицуо его родителям после окончания школы.
Шарон Моркоз (яп. シャロン・モルコス Сярон Морукосу)
Сэйю: Саори Хаями
Партнёр Бенджамина. Добрая и нежная девушка, подруга девства Бенджамина, развивает с ним романтические чувства.
Нанако Ханасаки (яп. ナナコ・ハナサキ)
Сэйю: Ёсино Нандзё
Партнёр Нориаки. Очень весёлая девушка, всегда улыбается. Из того же города, что и Нориаки.
Вольфганг Бауманн (яп. ウォルフガング・バウマン Воруфугангу Бауман)
Сэйю: Тэруюки Тандзава
Высокий и хороший парень. Хотя он выглядит, как взрослый, на самом деле он такого же возраста, как и его одноклассники. Хочет стать пилотом, чтобы заработать больше денег для своей семьи, потому что родом из бедной многодетной семьи. Его партнер — Марко. Погиб в бою, в восьмой серии.
Марко Сантос (яп. マルコ・サントス Маруко Сантосу)
Сэйю: Дайсукэ Мотохаси
Партнёр Вольфганга, был ранен в восьмой серии.
Фаусто Фидель Мельзе (яп. ファウスト・フィデル・メルセ Фаусуто Фидэру Мэрусэ)
Сэйю: Соитиро Хоси
Родом из царской семьи, сын Леопольда Мейзе. Из-за своего статуса был слишком самоуверенным, погибает в восьмой серии.

## Медиа

### Ранобэ
Автором ранобэ Toaru Hikuushi e no Koiuta является Короку Инумура, а иллюстрации создавал Харуюки Морисава. Ранобэ состоят из пяти томов, которые выпускались с 18 февраля 2009 года по 18 января 2011 года издательством Shogakukan в журнале Gagaga Bunko. Действие ранобэ происходит в той же вселенной что и The Princess and the Pilot, раннем произведении Инумуры. Позже Инумура опубликовал короткие продолжения ранобэ: Toaru Hikūshi e no Yasōkyoku, состоящую из двух глав и Toaru Hikūshi e no Seiyaku.
| № | Дата публикации      | ISBN                   |
| - | -------------------- | ---------------------- |
| 1 | 18 февраля 2009 года | ISBN 978-4-09-451121-5 |
| 2 | 17 июля 2009 года    | ISBN 978-4-09-451149-9 |
| 3 | 18 декабря 2009 года | ISBN 978-4-09-451177-2 |
| 4 | 18 августа 2010 года | ISBN 978-4-09-451226-7 |
| 5 | 18 января 2011 года  | ISBN 978-4-09-451248-9 |

### Аниме
Впервые о предстоящем выходе аниме-адаптации стало известно 16 марта 2013 года.
Над созданием аниме-сериала работала студия TMS Entertainment. Сериал начал свой выпуск по телеканалу Tokyo MX 6 января 2014 года, он также транслировался по японским телеканалам SUN, AT-X и BS Nittele и официально доступен для просмотра на американском видео-сайте Crunchyroll, режиссёром сериала выступил Тосимиса Судзуки, сценарий к аниме писал Синьити Иноцумэ, а за дизайн персонажей отвечал Хироки Харада. Открытое к аниме «azurite» исполняют Аой Юки и Аяна Такэтацу, а концовку «Kaze ga Shitteru» (яп. 風が知ってる) исполняет Акай Коэн. Сериал лицензирован компанией NIS America для показа на территории США.
| #  | Название                                                                                  | Дата выхода          |
| -- | ----------------------------------------------------------------------------------------- | -------------------- |
| 1  | Island of New Journeys «Тобидати но Сима» (旅立ちの島)                                    | 6 января 2014 года   |
| 2  | Cadoques High, Aerial Division «Кадокэцу Ко:то: Гакко: Хику:-ка» (カドケス高等学校飛空科) | 13 января 2014 года  |
| 3  | The Wind Revolution «Кадзэ но Какумэй» (風の革命)                                         | 20 января 2014 года  |
| 4  | Sea of Stars «Хоси но Унабара» (星の海原)                                                 | 27 января 2014 года  |
| 5  | The Girl Who Calls the Wind «Кадзэ Ёби но Сёдзё» (風呼びの少女)                           | 3 февраля 2014 года  |
| 6  | The Holy Spring «Сэйсэн» (聖泉)                                                           | 10 февраля 2014 года |
| 7  | A Glorious Death «Сангэ» (散華)                                                           | 17 февраля 2014 года |
| 8  | The Name of the Bird «Тори но Намаэ» (鳥の名前)                                           | 24 февраля 2014 года |
| 9  | Your Name Is «Кими но На ва» (きみの名は)                                                 | 3 марта 2014 года    |
| 10 | Sky of Courage «Юки но Сора» (勇気の飛翔（そら）)                                         | 10 марта 2014 года   |
| 11 | Love Song «Коиута» (恋歌)                                                                 | 17 марта 2014 года   |
| 12 | The End Of The Sky «Сора но Хатэ» (空の果て)                                              | 24 марта 2014 года   |
| 13 | To The Sky Where You Are «Кими но Иру Сора э» (きみのいる空へ)                            | 31 марта 2014 года   |

### Манга
Манга-адаптация, автором которой является Такэси Кодзима начала свой выпуск издательством в журнале Shonen Sunday Super 25 февраля 2014 года.

## Критика
Критик сайта kotaku.com оценил аниме-сериал, отметив, что он стал одним из самых известных аниме в свой сезон. Смысл сюжета заключается в том, сможет ли главный герой простить тех, кто повинен в смерти его настоящих родителей, и сможет ли одновременно главная героиня простить себе то, что она натворила в прошлом. Со второй половины сериала зритель находится в постоянном состоянии напряжения, так как герои могут в любой момент погибнуть. Критик однако упрекнул сюжет в скрытом сексизме, хотя среди пилотов есть и множество женщин, они показаны далеко не такими смелыми, как мужчины и не обладают чувством чести, в результате из женских персонажей никто не погибает в сражении. Хотя критик сам высоко оценил сюжет сериала, но по мере развития он отметил, что сюжет становился всё хуже, и самым плохим оказался конец сериала.